# ルータン ロング・イージー

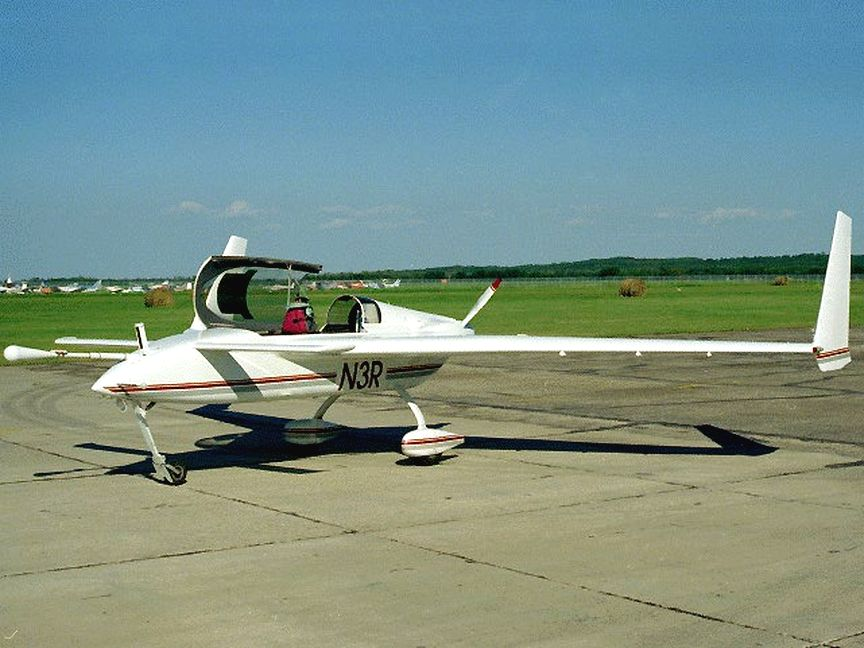
アメリカ海洋大気庁の所有するロング・イージー

ルータン ロング・イージー(Rutan Long-EZ)とはアメリカの航空技術者バート・ルータンが設計・発売した複座の組み立て式飛行機である。1979年初飛行。エンテ型・推進式のバリ・イージーの改良型として設計され、燃料搭載量を増やすことで航続距離が大幅に増加している。バリ・イージーと共にベストセラーとなり、その設計は後の組み立て式飛行機に強い影響を与えた。

## 特徴
ロング・イージーはバリ・イージーの改良型として開発され、原型機（機体記号N79RA）の初飛行は1979年6月12日に行われた。バリ・イージーとの主な違いは胴体が延長されて主翼面積が大きくなっている点である。これにより燃料を含む積載量が増え、内部スペースも広くなった。またエンジンにはライカミング・エンジンズ製O-235(出力約110hp)を搭載しており、バリ・イージーでの機首部のバラストは廃止された。操縦席は半リクライニングシートで、ジョイスティック的な操縦桿が右側の肘掛に設置されている。機体下面にはエアブレーキを備え、主翼端のラダーを外側に展開することでもエアブレーキの代替になる。
ロング・イージーはバリ・イージーよりも長距離飛行を目的とした設計がなされており、200Lの燃料で時間にして10時間、距離にして2,500kmの飛行が可能になっている。また、後席に燃料タンクを積めば航続距離は7,700kmにまで達する。オプションとして小さな荷物を運搬するためのトラベルポッドがあり、主翼下に装着できる。
1980年から1985年まで組み立てキットとして販売され、2005年末の段階では約700機のロング・イージーが連邦航空局に登録されている。
小型機ながら長時間の飛行が可能なため、アメリカ海洋大気庁は二酸化炭素や水蒸気の空中測定にロング・イージー（機体記号N3R）を利用している。
歌手のジョン・デンバーは1997年この機体を操縦中に墜落死した。不慣れな機体で操縦席から見えない位置にある燃料装置が分からなかったのが原因とされる。

## ロング・イージーの改造機

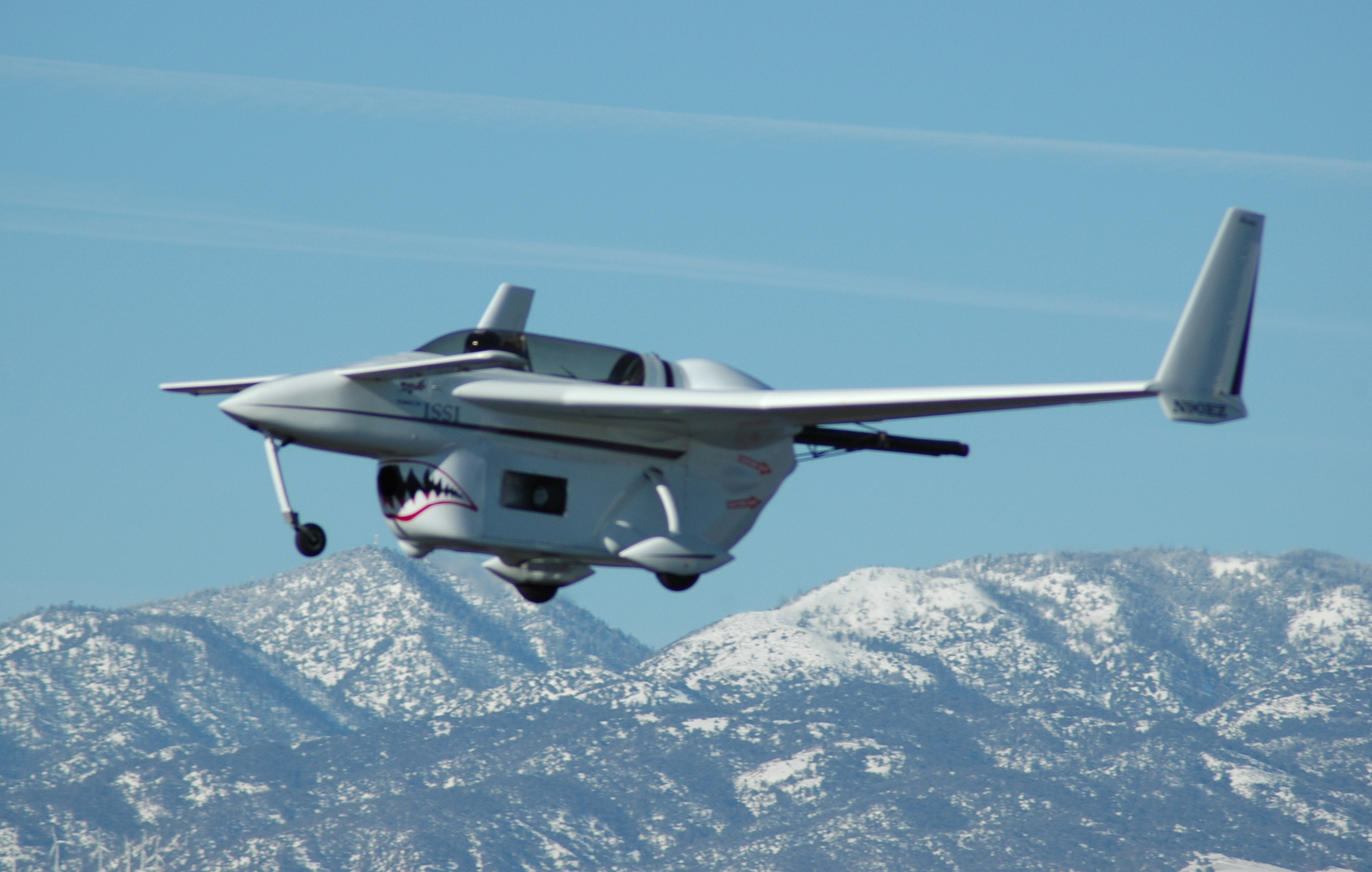
飛行中のパルス・デトネーション・エンジン搭載のロング・イージー

アメリカでロケットの開発を行っているXCORエアロスペースがロング・イージーのエンジンを2基のロケットエンジンに換装した実証機を製作している。この機体はXCOR イージー・ロケットと呼ばれた。これを基にしてロケットレーシングリーグ向けのレース機を開発する予定であったが、最終的にはイージー・ロケットではなく同じく組み立て式飛行機のベロシティー SEがベースとして使用された。
2008年1月31日にアメリカ空軍研究所はカリフォルニア州モハーヴェ砂漠でパルス・デトネーション・エンジンを搭載した改造機の初飛行を実施した。同機は国立アメリカ空軍博物館で展示されている。

## 性能諸元
- 搭乗員：2名
- 全長：5.12 m
- 全幅：7.9 m
- 全高：2.4 m

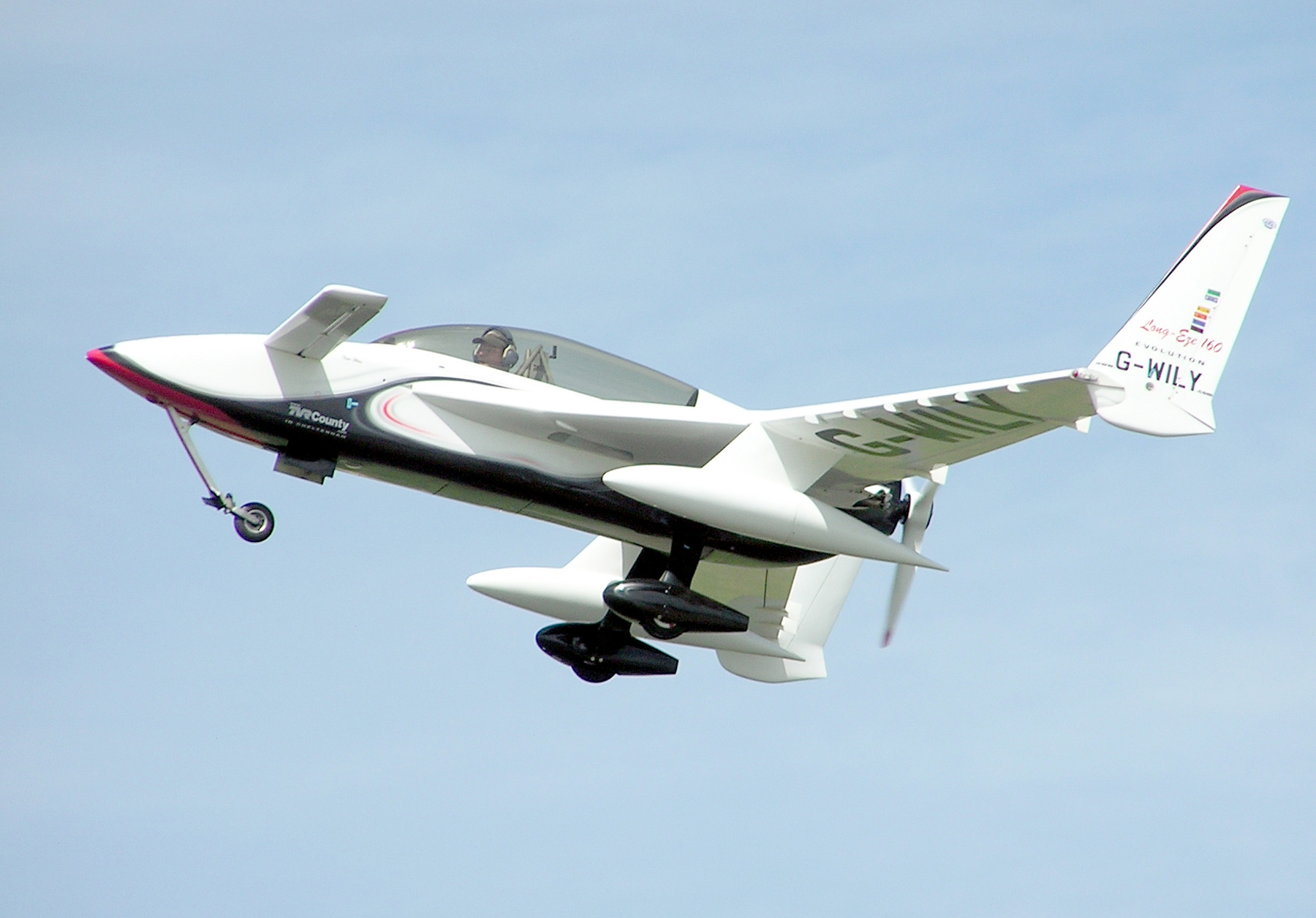
主翼にトラベルポッドを装着したロング・イージー

- 翼面積：7.62 m² （カナード翼面積も合わせた場合8.81 m²）
- 空虚重量：345 kg
- エンジン：ライカミング・エンジンズ O-235 （空冷式、出力108hp～118hp、プロペラ推進）
- 巡航速度：291 km/h
- 最大速度：340 km/h
- 航続距離：2,222 km （巡航速度時）